# حسین حراجچی
حسین حراجچی یا حسین حراج‌چی (متولد ۱۲۹۶ - درگذشت ۱۳۸۳) یک بازیکن پیشین فوتبال ایرانی بود.

## سال‌های نخست
حراجچی در نخستین سال‌های دوران فوتبالش به حسین پاپتی معروف بود چرا که به دلیل کمبود امکانات بدون کفش به بازی فوتبال می‌پرداخت.

## دوران حرفه‌ای
حراجچی جز نخستین بازیکنان باشگاه دوچرخه‌سواران بود و در این تیم در سال‌های ۱۳۲۴ تا ۱۳۲۷ به بازی پرداخت. حراجچی به همراه دوچرخه‌سواران نایب قهرمان و قهرمان جام حذفی تهران شد.
حراجچی در بازی تاج و تیم شرق تهران در تاریخ ۱۶ بهمن ۱۳۲۶ از سری مسابقات جام حذفی تهران موفق به زدن گل دوم تیم تاج شده است. این بازی با حساب دو بر یک به سود تیم تاج به پایان رسیده است.

## افتخارات
- با دوچرخه‌سواران:
  - جام حذفی فوتبال تهران: ۲۷–۱۳۲۶